# Ghani Schailauow
Ghani Olschabajuly Schailauow [ɣanɯj olʒabajʊlɯ ʒajlawov] (kasachisch Ғани Олжабайұлы Жайлауов, russisch Гани Олжабаевич Жайлауов Gani Olschabajewitsch Schailauow; * 3. August 1985 in Aralsk, Oblast Ksyl-Orda, Kasachische SSR, UdSSR) ist ein kasachischer Boxer. Schailauow ist Bronzemedaillengewinner der asiatischen Meisterschaften  2009 und Bronzemedaillengewinner der Weltmeisterschaften 2011 im Leichtgewicht.

## Karriere
Bei den Asiatischen Meisterschaften 2009 in Zhuhai holte Schailauow nach einer Halbfinalniederlage gegen Jai Bhagwan, Indien (7:2), die Bronzemedaille im Leichtgewicht und bei den Weltmeisterschaften im selben Jahr schied er bereits in der Vorrunde gegen den amerikanischen Meister von 2008 Idel Torriente, Kuba (11:7), aus. 2009 wurde er auch erstmals Kasachischer Meister und konnte diesen Erfolg in den Jahren 2010 und 2011 wiederholen.
Im Jahr 2010 holte Schailauow bei den Studentenweltmeisterschaften die Silbermedaille und 2011 konnte er nach Siegen über Shota Nakayama, Japan (18:12), Artjoms Ramlavs, Lettland (19:5), Javkhlan Bariaddii, Mongolei (19:15), und Jai Bhagwan, Indien (11:10) und einer Halbfinalniederlage gegen den späteren Vizemeister Yasniel Toledo, Kuba (21:9), die Bronzemedaille erringen und sicherte sich damit auch die Qualifikation für die Olympischen Spiele 2012 in London.
Dort schlug er zunächst Sailom Adi, Thailand (22:22), und Jai Bhagwan, Indien (16:8), bevor er Yasniel Toledo, Kuba mit 11:19 unterlag und den 5. Platz belegte.
| Personendaten    | Personendaten |
| ---------------- | --- |
| NAME             | Schailauow, Ghani |
| ALTERNATIVNAMEN  | Schailauow, Ghani Olschabajuly (vollständiger Name); Жайлауов, Ғани Олжабайұлы (kasachisch-kyrillisch); Schailauow, Gani Olschabajewitsch (russisch-lateinisch); Жайлауов, Гани Олжабаевич (russisch-kyrillisch); Zhaylauov, Gani (englisch) |
| KURZBESCHREIBUNG | kasachischer Boxer |
| GEBURTSDATUM     | 3. August 1985 |
| GEBURTSORT       | Aralsk, Kasachische SSR, UdSSR |